# Eupithecia nigrataenia
Eupithecia nigrataenia är en fjärilsart som beskrevs av Fletcher 1978. Eupithecia nigrataenia ingår i släktet Eupithecia och familjen mätare. Inga underarter finns listade i Catalogue of Life.